# Club Deportivo Utrera
El Club Deportivo Utrera és un club de futbol d'Utrera, a Andalusia. Fundat el 1946, juga actualment a la Tercera Divisió – Grup 10, i disputa els partits com a local a l'Estadi Municipal San Juan Bosco, que té capacitat per 3,000 espectadors.

## Palmarès
- Tercera Divisió: 1988–89